# Massacre de Chios
Vous lisez un « article de qualité » labellisé en 2007.
Le massacre de Chios (en grec moderne : Η σφαγή της Χίου) fut perpétré par les Ottomans contre la population grecque de l’île de Chios en avril 1822. Il constitue un des épisodes les plus célèbres de la guerre d'indépendance grecque.
L'île était une des plus riches de la mer Égée et les insurgés grecs tentèrent de la rallier à leur cause. L'Empire ottoman ne pouvait l'accepter. Il désirait faire un exemple qui impressionnerait ses sujets insoumis, voire aussi venger le massacre de Turcs par les Grecs lors du siège de Tripolizza. Après le débarquement d'un millier de partisans grecs, la Sublime Porte envoya près de 45 000 hommes avec ordre de reconquérir puis raser l'île et d'y tuer tous les hommes de plus de douze ans, toutes les femmes de plus de quarante ans et tous les enfants de moins de deux ans, les autres pouvant être réduits en esclavage. Le bilan est estimé à 25 000 morts tandis que 45 000 Grecs auraient été vendus comme esclaves. Seules 10 000 à 15 000 personnes auraient pu s'enfuir et se réfugier principalement dans les autres îles de l'Égée. Ce massacre de civils par les troupes ottomanes marqua l'opinion publique internationale et participa au développement du philhellénisme.

Une carte de situation des années 2000 avec les principaux lieux cités.

## Contexte

### Une île prospère
Depuis le Moyen Âge, Chios était une île commerçante très riche. Elle intéressait les marchands italiens et fut une possession génoise à partir des premières années du XIVe siècle avant de passer sous la domination ottomane en 1566. Son intérêt économique, principalement lié au mastic, lui permit de jouir d'une relative liberté. La présence ottomane était en effet limitée : un gouverneur ou moutesélim, un cadi et quelques soldats dans l'ancienne forteresse génoise à Chora, la capitale. Ils n'avaient aucun pouvoir réel. Un conseil de démogérontes grecs (seize orthodoxes et deux catholiques) élus tous les ans gouvernait effectivement Chios.
Comme pour le reste des îles commerçantes de Grèce, le traité de Kutchuk-Kaïnardji (1774) accrut sa fortune. Les marchands de l'île disposaient d'agents commerciaux dans tous les grands ports de la Méditerranée, de Marseille à Odessa ou Alexandrie, mais aussi à Moscou. Le mastic était principalement produit dans le sud de l'île, autour d'une vingtaine de villages appelés les mastichochória (ou « villages à mastic »). Chios en exportait une cinquantaine de tonnes par an. Le revenu des taxes sur ce produit était l'apanage de la sœur du Sultan. Chios produisait en outre de la soie, du coton et des agrumes.
Les impôts n'étaient pas lourds. Les plus riches payaient onze piastres par an (on estime que se nourrir revenait à deux piastres par jour). L'île disposait d'une école et d'un hôpital dont les services étaient gratuits. Ils ne fonctionnaient que grâce à des donations. Un dicton grec d'alors disait que l'on avait autant de chances de rencontrer un Chiote soucieux qu'un cheval vert. La beauté des femmes de l'île était elle aussi devenue proverbiale, au point que les visiteurs occidentaux s'en faisaient régulièrement l'écho. La richesse de Chios attira les convoitises.

### Guerre d'indépendance grecque

Germanos bénit les insurgés grecs.

La guerre d’indépendance grecque fut une guerre de libération contre l’occupation ottomane. Si les affrontements principaux eurent lieu dans le Péloponnèse et autour d’Athènes, d'autres régions furent concernées, comme les îles de l'Égée.
Ali Pacha de Janina qui cherchait à assurer définitivement l’indépendance de ses possessions en Épire s’était révolté contre le sultan Mahmoud II en 1820. La Porte (nom parfois aussi donné au gouvernement de l’Empire ottoman) avait dû mobiliser toute une armée autour de Ioánnina. Pour les patriotes grecs organisés dans la Philiki Etairia et qui préparaient le soulèvement national depuis la fin du XVIIIe siècle, cette rébellion rendait le moment favorable. Il y avait potentiellement moins de soldats turcs disponibles pour réprimer leur soulèvement. L’insurrection fut déclenchée dans le Péloponnèse. Elle commença entre le 15 et le 20 mars 1821 sous la double impulsion de Theodoros Kolokotronis, un des chefs de l’insurrection, et de l’archevêque de Patras, Germanos, qui proclama, selon la tradition historiographique grecque, la guerre de libération nationale le 25 mars. Au même moment, Alexandre Ypsilántis pénétrait en Moldavie et Valachie, également insurgées, à la tête d'une troupe composée de membres de la Philiki Etairia installés en Russie. L'Empire ottoman réduisit l'insurrection dans les principautés danubiennes en neuf mois. En Grèce même, les insurgés triomphaient.
En octobre 1821, les troupes grecques, commandées par Kolokotronis, s'emparèrent, après cinq mois de siège, de Tripolizza, la capitale ottomane du Péloponnèse. Les Turcs et leur famille qui vivaient dans la péninsule s'y étaient réfugiés dès les premiers coups de feu de l'insurrection. On estime que 30 000 personnes, hommes, femmes et enfants, devaient s'y trouver au début du siège. En octobre, la population était tombée à 15 000, à la suite des nombreux décès à cause des combats, de la famine ou des épidémies, mais aussi des évacuations. Un certain nombre d'accords entre assiégés et assiégeants avaient permis de faire partir des soldats albanais qui rentrèrent chez eux ou des femmes et des enfants. Début octobre, alors que la ville tenait toujours, les Grecs, malgré les accords, massacrèrent 2 000 femmes et enfants qui quittaient Tripolizza. Lorsque la citadelle fut prise, les troupes grecques ne respectèrent pas les conventions militaires en vigueur alors : la garnison pouvait être passée par les armes et la ville pillée, mais les civils devaient être épargnés. Ce ne fut pas le cas. Près de 8 000 personnes furent exterminées.
Au début de 1822, l'Assemblée nationale d'Épidaure proclama, unilatéralement, l'indépendance du pays. La Porte se devait de faire un exemple pour ramener ses sujets à l'obéissance. Le massacre de Chios constitua le point culminant de cette répression. Il fut aussi considéré comme une vengeance du massacre de Tripolizza.

## Le massacre à Chios

### Premiers problèmes

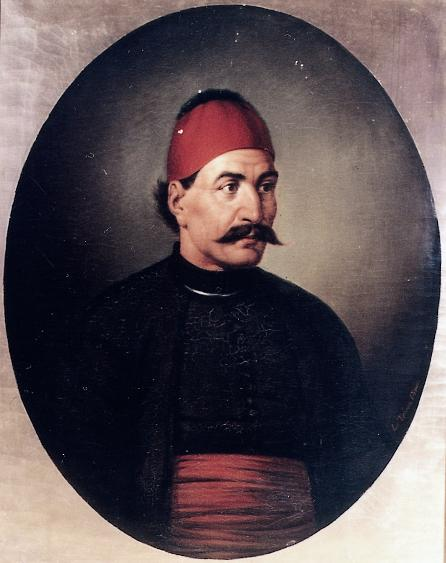
Iákovos Tombázis.

En mai 1821, l'amiral hydriote Iákovos Tombázis vint sur l'île avec une partie de la flotte des insurgés pour essayer de convaincre les Chiotes de se joindre au mouvement. Pourtant, quelques semaines plus tôt, ils avaient envoyé une délégation à Psará, autre île d'armateurs insurgée, demandant expressément qu'on ne les impliquât pas. En effet, ils craignaient pour leurs « ressortissants », disséminés dans tous les ports de l'Empire ottoman et qui pourraient devenir les victimes de représailles de la part de la Porte. Les hommes de Tombázis parcoururent l'île pour rencontrer les habitants des villages directement, mais ils ne réussirent pas à atteindre leur objectif. Ils se retirèrent au bout de onze jours.
La réaction ottomane ne se fit pas attendre. Un gouverneur, Véhid-Pacha, fut envoyé par le Divan. Il s'installa dans la forteresse de Chora. Afin de s'assurer que les Chiotes ne bougeraient pas, il demanda quarante otages (dont l'archevêque Pláton Franghiadi, les démogérontes et des membres des principales familles de l'île comme les Argenti, les Mavrocordato ou les Rallis). Ils furent enfermés dans la forteresse. Trois furent envoyés, par voie de terre car on craignait les navires grecs, à Constantinople. Les mastichochória fournirent quant à eux douze otages. Les armes de la population grecque furent saisies. La Porte répondit aux demandes d'aide du gouverneur en lui envoyant un millier d'hommes depuis Tchesmé, en face sur le continent. Peu disciplinés, ils étaient attirés par le pillage. Ils patrouillèrent la campagne de l'île, y semant la terreur. Des cas de pillages, d'agressions voire d'exécutions sont rapportés dès ce moment. Le commerce vers Chios commença à diminuer et l'approvisionnement fut plus difficilement assuré. Le système d'aide mis en place au temps de la prospérité réussit encore à fonctionner et la famine fut évitée. De nouvelles troupes arrivèrent ensuite, plus disciplinées. Au printemps 1822, la garnison de la citadelle comprenait 4 500 hommes. Le nouveau gouverneur, Bachet-Pacha, imposa aux Chiotes une contribution extraordinaire et leur fit payer l'entretien de ses hommes. Les greniers à blé furent aussi vidés.

### La «libération» de l'île par les insurgés grecs

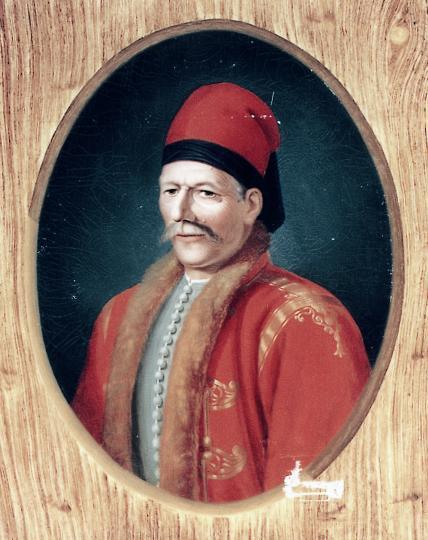
Lykoúrgos Logothétis.

La rumeur parvint à Chios que Samos armait une troupe pour lui venir en aide. Les démogérontes et l'archevêque envoyèrent des émissaires à travers l'île pour recommander aux habitants de ne pas réagir si elle venait à débarquer, afin de ne pas déclencher la colère ottomane.
Le 22 mars 1822 (11 mars julien), Lykoúrgos Logothétis, venu de Samos avec 2 500 hommes rejoignit sur Chios le capétan local Antónios Bourniás, ancien officier de l'armée française lors de la campagne d'Égypte, et ses 150 klephtes. Ils obligèrent les six cents Ottomans envoyés pour les repousser à se replier dans la forteresse de la capitale de l'île (Chora). Un duel d'artillerie commença entre la citadelle et les canons grecs disposés au bord de la mer et sur les collines de Tourlotí et Asómati au-dessus de la citadelle. La ville fut quant à elle prise et pillée. Les klephtes brûlèrent les bâtiments de la douane et firent fondre le plomb des toits des deux mosquées pour couler de nouvelles munitions. Lorsque les maisons des musulmans eurent été vidées, celles des riches commerçants grecs ne furent pas épargnées. Le butin fut envoyé à Samos.
Cependant, la force samienne n'était ni suffisante ni suffisamment armée pour prendre la citadelle. Les canons grecs durent se taire faute de boulets (d'où la nécessité de fondre le plomb pour en fabriquer). Logothétis demanda alors de l'aide à la Grèce insurgée. Psará promit vingt barils de poudre et deux canons (mais pas de boulets) ainsi que six navires de guerre. Le gouvernement installé alors à Corinthe promit quant à lui deux mortiers, cinq batteries de siège et des philhellènes pour les manier. Mais l'aide fut longue à être organisée et transportée. Elle ne parvint pas avant la contre-attaque ottomane.
L'archevêque fut libéré et les démogérontes déposés et remplacés par un conseil révolutionnaire de sept éphores au nom du gouvernement grec insurgé de Dimítrios Ypsilántis. Cependant, Logothétis et Bourniás désiraient tous deux être proclamés « Sauveur de Chios ». Ils finirent par se mettre d'accord en divisant l'île en deux : le nord pour Bourniás et le sud (avec Chora) pour Logothétis. Les forces militaires et l'administration étaient aussi divisées, réduisant toute possibilité d'action concertée en cas de contre-offensive ottomane. Logothétis était soutenu par ses Samiens, Bourniás s'appuyait sur la foule.
La population de l'île ne réagit pas ainsi que ses notables l'y avaient exhorté. Des paysans, encouragés par certains popes, s'emparèrent d'armes de fortune et, venus des villages de l'intérieur de l'île, marchèrent sur Chora. Ils réussirent à faire bouger une partie de la population pauvre de la capitale. Ils parcouraient les rues, croix et icônes en tête, en chantant des hymnes patriotiques. Mais dès que les troupes ottomanes de la citadelle semblaient vouloir faire une sortie, ils se dispersaient. On voit ici la division sociale très nette qui caractérisa les réactions à la guerre d'indépendance et qui mena aux diverses guerres civiles qui la marquèrent. Bourniás se méfiait des riches familles de l'île qu'il soupçonnait de vouloir fuir. Il utilisa la foule pour les surveiller et multiplia les visites domiciliaires pour s'assurer qu'elles restaient sur l'île.

### La reconquête ottomane et ses conséquences

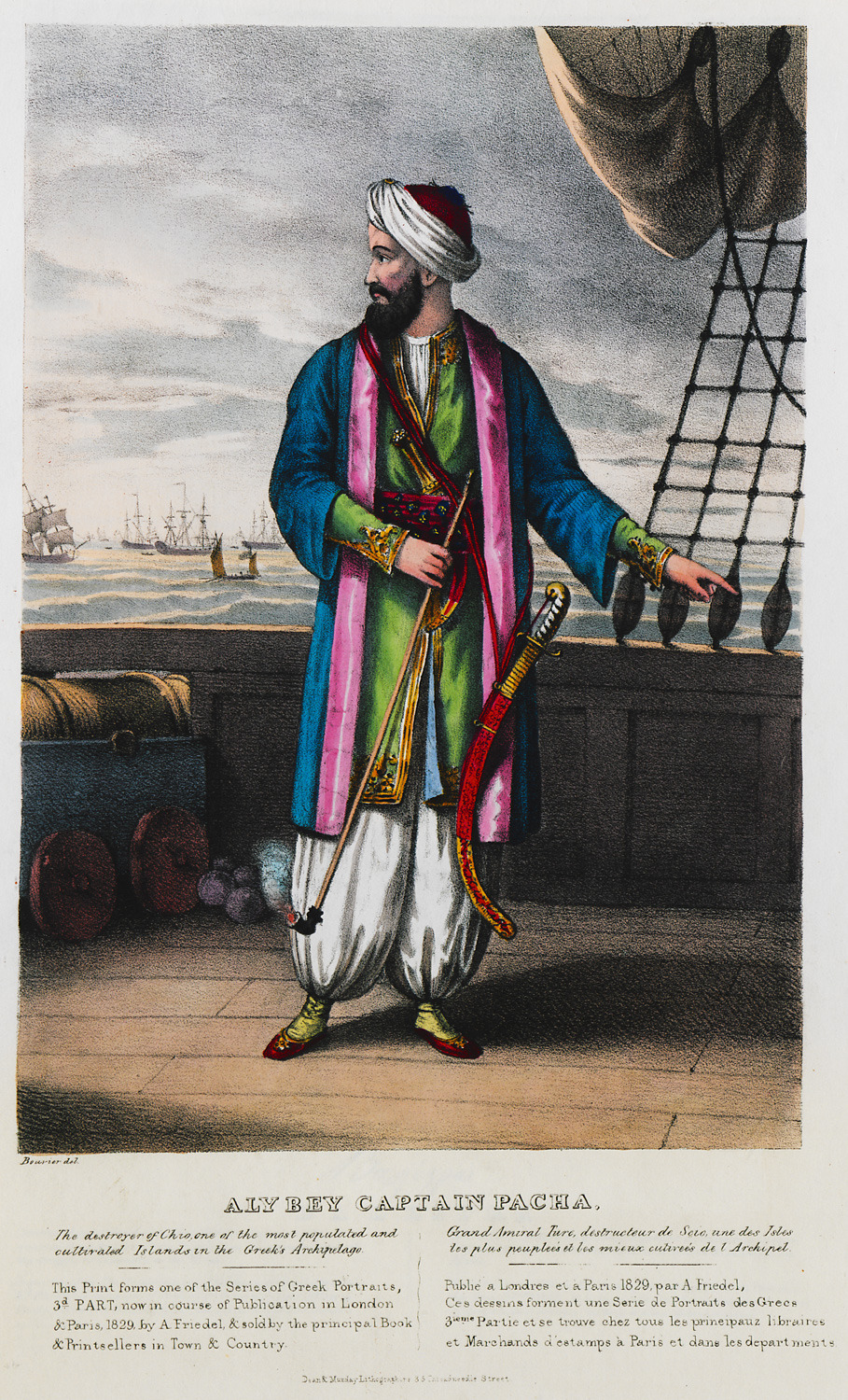
Nasuhzade Ali Pacha, capitan pacha (grand amiral) de la flotte ottomane.

La Porte fit arrêter sept riches Chiotes résidant à Constantinople qui rejoignirent leurs compatriotes déjà otages. Le capitan pacha (amiral de la flotte ottomane), Nasuhzade Ali Pacha, reçut l'ordre de transporter à Tchesmé 15 000 hommes qui devaient rejoindre les 30 000 qui commençaient à s'y rassembler. La majorité étaient des volontaires, attirés par l'espoir du pillage des richesses de Chios. Un régiment aurait même été constitué uniquement de religieux musulmans. La composition de ces troupes fit craindre le pire aux diplomates occidentaux en poste à Smyrne et Constantinople.
Le jeudi 11 avril, celui juste avant Pâques, la flotte de Nasuhzade Ali Pacha, composée de 46 navires transportant 7 000 hommes,, se présenta devant Chios. La résistance grecque fut brève : un navire ottoman avec quatre-vingts hommes à bord s'échoua. Les passagers qui ne se noyèrent pas furent tués par une fusillade grecque. Le débarquement ottoman ne put cependant être repoussé. Il fut aidé par une sortie des troupes ottomanes de la citadelle. Logothétis et ses Samiens se replièrent. Ils furent rejoints à Aghios Georgios, 9 km au sud-ouest de Chora. Ils résistèrent le temps que des navires de Psará arrivent pour les évacuer. Chora fut alors pillée et ses habitants massacrés : têtes et oreilles furent envoyées au Sultan qui les fit exposer devant le Sérail.
Les Ottomans continuaient à arriver depuis Tchesmé sur le continent. Ils commencèrent à se répandre dans les campagnes de l'île. Les Grecs cherchèrent alors refuge dans les divers monastères de l'île qui disposaient pour la plupart de murailles, de puits ou de citernes et de réserves de nourriture. Ils espéraient pouvoir y attendre en toute sécurité que l'orage passe. Néa Moní, un monastère du XIe siècle dans les collines au centre de l'île, accueillit 2 000 personnes qui furent massacrées lorsque les Ottomans s'en emparèrent.

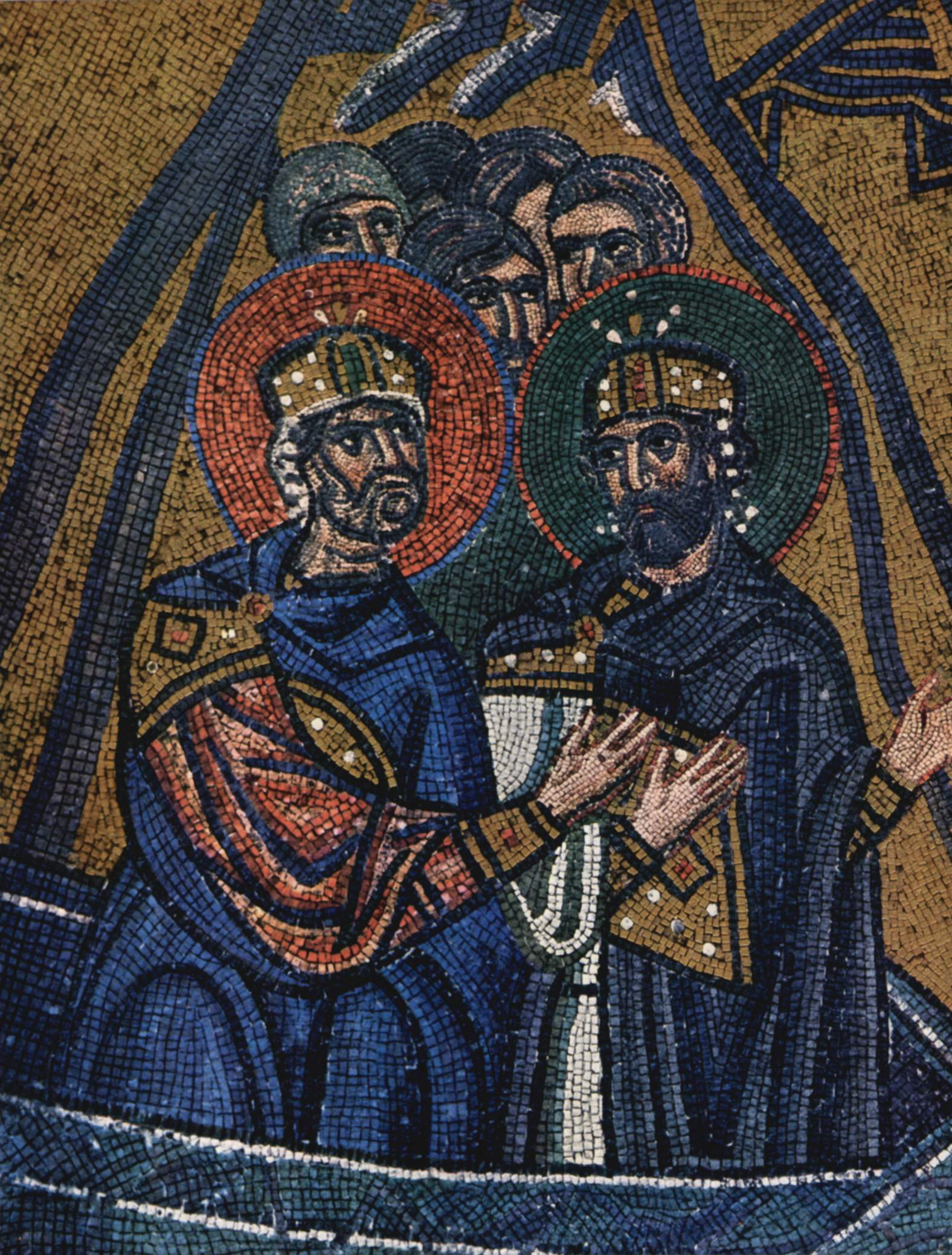
Les mosaïques du XIe siècle au monastère de Néa Moní, preuve que celui-ci ne fut pas intégralement rasé par les Ottomans, comme le rapporte la tradition.

Le dimanche de Pâques, 14 avril (2 avril julien), une force de 15 000 soldats ottomans, après avoir sécurisé la forteresse de Chora, marcha sur le monastère d'Aghios Minas, au sud de Chora, dans lequel 3 000 Grecs avaient trouvé refuge. Les assiégés ayant refusé de se rendre, le monastère fut incendié. Tous les réfugiés périrent et le monastère fut en grande partie rasé,,. Le lendemain, les Ottomans attaquèrent le village d'Aghios Georgios et massacrèrent les 2 300 Samiens et Chiotes qui s'y étaient réfugiés. Il fut alors annoncé une amnistie totale pour les autres habitants de l'île qui quittèrent leurs cachettes et furent massacrés.
Les notables de l'île retenus otages à Chora furent exécutés le 5 mai. Seuls les Catholiques eurent la vie sauve. Les diplomates français (consul à Chios, vice-consul à Smyrne et ambassadeur à Constantinople) avaient obtenu leur libération. Les quarante-neuf autres furent pendus sur ordre du Sultan : huit aux mâts de la Capudana (navire amiral du capitan pacha), les autres aux arbres le long de la route sous les remparts ouest de la forteresse. Les otages à Constantinople furent décapités deux semaines plus tard et les Constantinopolitains originaires de l'île furent eux aussi exécutés.
Au début du XXe siècle, un instituteur de Chios, l'île redevenue grecque, entreprit de rassembler les témoignages de survivants et de réfugiés ailleurs en Grèce ou de leurs descendants. La collection d'histoires ainsi réunie est hétéroclite. On y trouve des légendes, considérées comme vraies par ceux qui les racontaient comme ces Turcs devenus aveugles au moment de tuer un pope. Elle comprend aussi des récits d'atrocités ou d'actes de générosité de la part des Ottomans ce qui montre que tous les Turcs n'étaient pas des monstres sanguinaires. Surtout, les conditions de survie, dans la campagne, dans la montagne ou dans les grottes sont évoquées : le problème de la faim, de la soif ou des bébés qui pleuraient et risquaient de révéler les cachettes aux bandes de soldats parcourant l'île. Il faut ainsi penser à relativiser les sources, anciennes ou récentes, évoquant les massacres.

### Les esclaves

Marché aux esclaves. Tableau de Jean-Léon Gérôme.

Vendre les Chiotes comme esclaves était une activité plus profitable que de les massacrer. Nasuhzade Ali Pacha l'avait d'abord interdit, mais il avait dû s'y résoudre, constatant que ses hommes exécutaient leurs prisonniers. La réduction en esclavage apparaissait alors un peu plus « humaine ». À la fin du mois de mai 1822, deux mois après le débarquement, près de 45 000 hommes, femmes et enfants, sans distinctions sociales, avaient été déportés vers les marchés aux esclaves de Smyrne, Constantinople, mais aussi d'Égypte et de « Barbarie » (Afrique du nord ottomane). Les diplomates occidentaux, dont l'ambassadeur britannique Strangford, avaient protesté, en vain.
Quelques esclaves eurent la chance d'être rachetés, surtout par de riches marchands d'origine chiote à Smyrne. Ils payaient ce qui devenait de fait une rançon et envoyaient leurs biens nouvellement acquis à Trieste surtout, ou dans le reste de l'Europe occidentale, où ils redevenaient libres. Mais il ne fut pas possible de racheter tout le monde, principalement en raison du coût. Une femme de la bonne société chiote et ses deux filles furent rachetées 15 000 piastres. Le vice-consul britannique à Chios, M. Giudici, acheta quant à lui plusieurs centaines d'esclaves. Les soldats ottomans se tournèrent vers lui quand il devint impossible, en raison du nombre d'esclaves, de les transporter sur le continent pour les vendre. Giudici dépensa une fortune.
Fin juin, un ordre impérial interdit la vente de Chiotes sur les marchés aux esclaves de Constantinople. La sœur du Sultan voulait vérifier d'abord que les habitants de ses villages à mastic n'étaient pas dans le lot. Mais la plupart des esclaves chiotes avaient déjà été vendus et la « source d'approvisionnement » était tarie.

### Les survivants

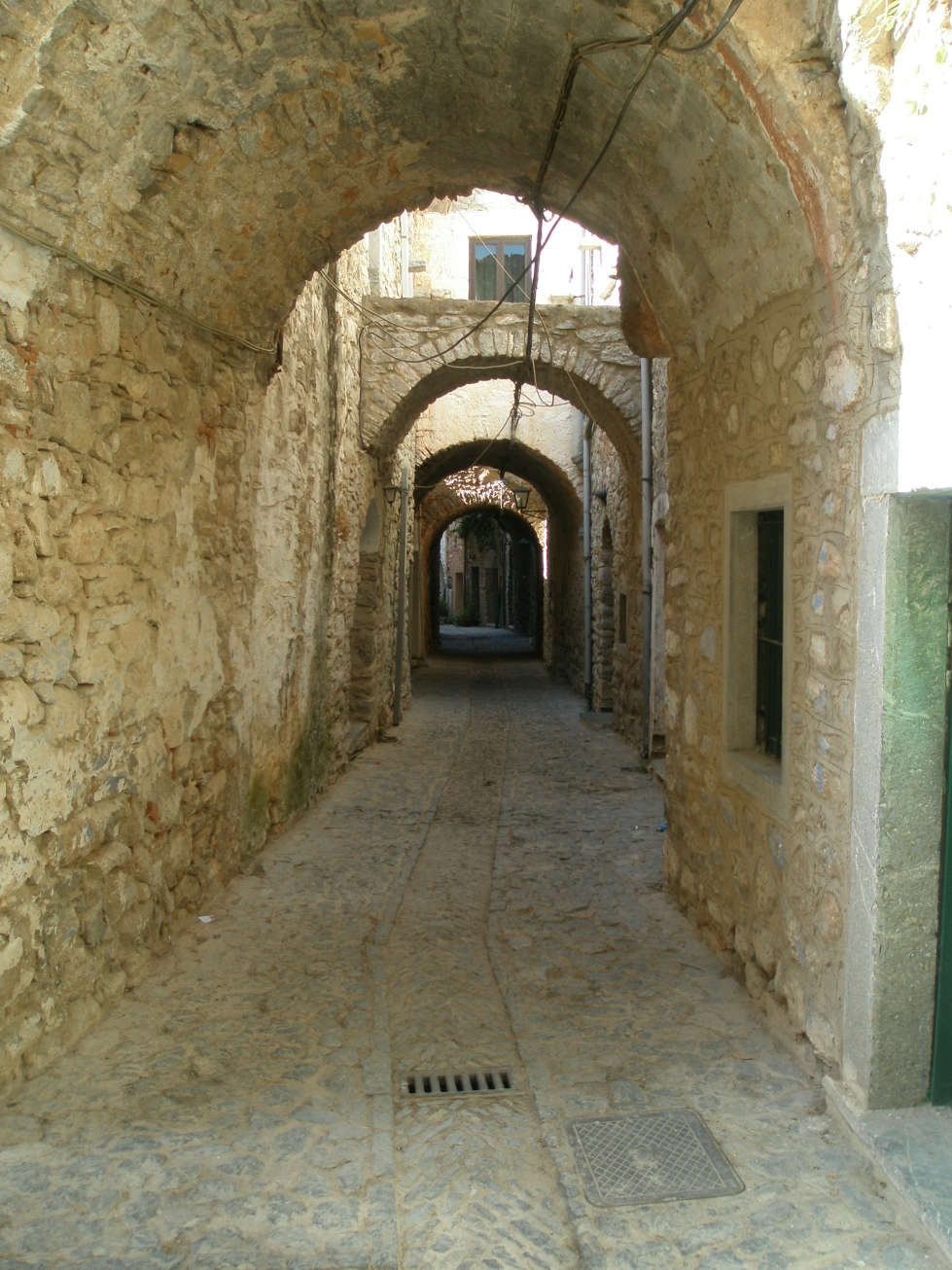
Le village de Mestá.

Fuir l'île offrait le meilleur espoir de survie. Pour s'embarquer, la baie de Mestá à l'ouest était pratiquement la seule solution puisqu'elle était éloignée des côtes turques. Le village médiéval de Mestá, à plus de trois kilomètres de la mer accueillit près de 5 000 réfugiés qui guettaient l'apparition de voiles amies sur la mer. Des navires en provenance des îles de Psará, Samos, Hydra et Spetses vinrent à leur secours. Il y eut aussi quelques navires occidentaux. Les Psariotes auraient demandé aux réfugiés de payer leur passage. Si Psará était l'île la plus proche, elle n'était qu'une première étape. Sa petite taille l'empêchait de recevoir les fuyards. La destination principale de l'exode fut Syros, dans les Cyclades. D'autres îles les accueillirent. Certains survivants s'engagèrent aussi dans la guerre d'indépendance sur le continent.
Les mastichochória (« villages à mastic ») furent, dans un premier temps, épargnés. Nasuhzade Ali Pacha, après le départ des derniers Samiens, soit une semaine après son débarquement, leur fit porter, par trois agents consulaires occidentaux une proposition d'amnistie et une lettre rédigée par les notables toujours otages enjoignant d'accepter la proposition. Les villages se soumirent et un lieutenant de Nasuhzade Ali Pacha, Elez Aga, fut envoyé pour assurer leur protection.
Nasuhzade Ali Pacha fit aussi respecter les consulats des puissances occidentales. Ainsi, 1 200 Grecs furent protégés dans le consulat français et tous les Catholiques trouvèrent refuge dans le consulat autrichien.

## Conséquences

### La réponse grecque et ses conséquences à Chios

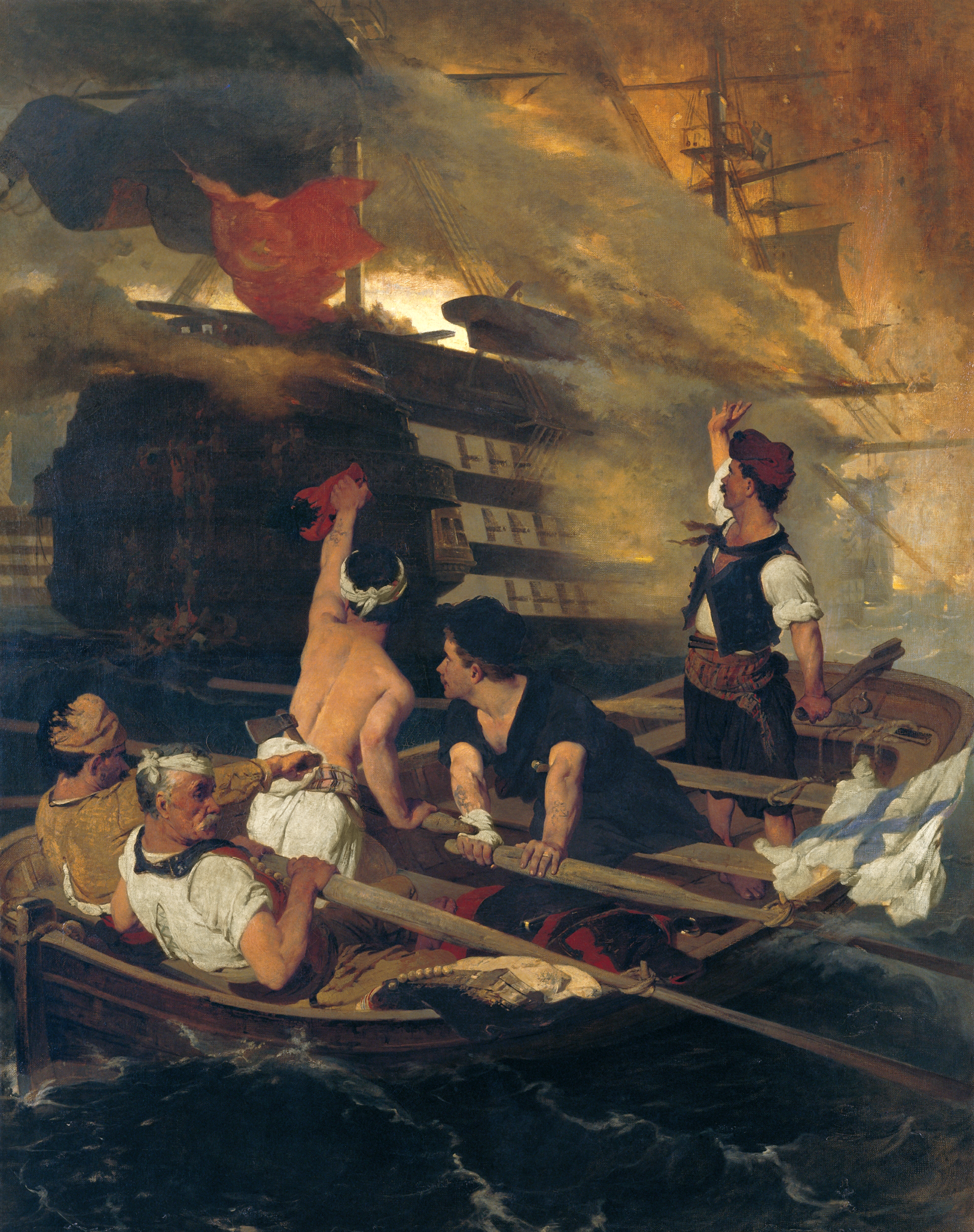
Le navire amiral turc attaqué par le brûlot de Kanáris. Tableau de Nikifóros Lýtras.

Début mai, la flotte grecque commandée par Andréas Miaoúlis et composée de cinquante-six navires de guerre et huit brûlots provenant d'Hydra, Spetses et Psará, se dirigea vers Chios. Elle n'avait pas pu venir plus tôt, immobilisée comme bien souvent au cours de la guerre d'indépendance par des problèmes d'intendance, de financement et des dissensions au niveau du commandement. Pendant un mois, de nombreuses escarmouches se succédèrent, sans que jamais la décision ne soit faite.
Le 18 juin (6 juin julien) 1822, le capitaine psariote Konstantínos Kanáris coula le vaisseau amiral ottoman avec un brûlot, tuant l'amiral ottoman Nasuhzade Ali Pacha et 2 000 marins turcs. Cette action est considérée par l'historiographie grecque comme ayant vengé les massacres de Chios. La flotte ottomane était ancrée dans la baie de Chora. L'attaque eut lieu le soir, au moment de la rupture du jeûne du Ramadan. Toute la journée, deux navires grecs avaient lutté contre le fort vent du nord, semblant essayer de s'enfuir en passant le cap nord de l'île en remontant, avec grandes difficultés, au vent. En fait, il s'agissait de deux brûlots qui se mettaient en position pour pouvoir attaquer. Depuis les combats navals de l'été et de l'automne précédent, la conception des brûlots avait été améliorée. Ils étaient dès lors renforcés avec du cuivre pour empêcher que les flammes les désintègrent complètement avant qu'ils aient rempli leur office. Au coucher du soleil, ils changèrent de cap et forcèrent l'allure, vent arrière. La flotte ottomane était illuminée pour les célébrations religieuses et la Capudana et le navire du vice-amiral l'étaient le plus. Le brûlot de Kanáris éperonna le navire-amiral ottoman vers minuit. Le mât de beaupré fut coincé dans un sabord au niveau de la proue et la mèche allumée. Kanáris et ses hommes évacuèrent leur brûlot tandis que le navire-amiral s'embrasait en quelques minutes. Les marins turcs essayèrent de s'enfuir avec les canots de sauvetage, dont deux trop chargés coulèrent. Les esclaves chiotes présents dans les cales du navire furent abandonnés à leur sort. Nasuhzade Ali Pacha, alors qu'il embarquait dans une chaloupe, reçut un espar enflammé sur la tête. Conduit sur la terre ferme, il mourut le lendemain. Il fut enterré dans la citadelle de Chora. Son navire explosa au bout de trois-quarts d'heure, quand la réserve de poudre fut touchée. L'autre brûlot, commandé par Andréas Pipínos, réussit à mettre le feu au navire du vice-amiral, mais celui-ci parvint à se dégager sans gros dégâts. Le brûlot alla s'échouer sur la côte d'Asie mineure où il brûla toute la nuit. Les flammes des incendies furent aperçues jusqu'à Smyrne, distante de près de 75 km.
La mort du capitan pacha et la destruction du navire amiral de la flotte ottomane furent rapidement vengées. Les mastichochória avaient été protégés depuis avril. Ils étaient les derniers endroits de l'île sur lesquels la répression ne s'était pas abattue. De nombreux Chiotes, venus de toute l'île, y avaient aussi trouvé refuge. Une troupe de 20 000 soldats turcs ravagea la région qui connut le même sort que Chios deux mois plus tôt : villages brûlés et habitants massacrés ou vendus comme esclaves.

### Bilan total et problème historiographique
La population de l'île au début de 1822 est estimée entre 100 000 et 120 000 personnes dont 30 000 habitaient Chora. Il y aurait eu aussi autour de 2 000 musulmans sur l'île,. Le chiffre le plus courant pour la population après les massacres est de 20 000. Le philhellène et historien écossais, Thomas Gordon donne seulement 1 800 habitants restés sur l'île en août, précisant que le village le plus peuplé n'abritait que 12 personnes ; selon lui, l'île avait retrouvé une certaine prospérité dès 1827, et était alors peuplée par 22 000 personnes revenues d'exil. Les estimations les plus courantes sont 25 000 morts et 45 000 personnes réduites en esclavage. 10 000 à 20 000 auraient réussi à s'enfuir,. L'île disposait aussi d'une des plus grandes bibliothèques de l'Égée (70 000 volumes), intégralement détruite. Les récoltes pourrirent aussi sur pied à l'été 1822, plus personne ne pouvant moissonner.
Ce massacre d'une grande partie de la population de Chios pose un certain nombre de questions et de problèmes historiographiques. La réaction ottomane semble en effet disproportionnée en regard du danger. Logothétis et ses hommes ne pouvaient réellement menacer la garnison de Chora, au moins deux fois plus nombreuse. Les autorités ottomanes locales savaient de plus que les Samiens ne seraient pas vraiment soutenus par la population insulaire. Les milliers d'hommes envoyés par la Porte n'étaient pas vraiment nécessaires si chasser les Samiens de Chios était l'objectif. Leur indiscipline ne pouvait que mener au désastre, tandis qu'une simple opération de « maintien de l'ordre » aurait permis de conserver la fidélité et les revenus de Chios. Une partie de la réponse pourrait se trouver dans des problèmes politiques au niveau du gouvernement ottoman. Le principal avocat de l'exécution des otages à Constantinople était le ministre Halet Effendi, qui avait à faire oublier certaines de ses erreurs politiques qui l'avaient rendu impopulaire. Le massacre de Chios aurait pu servir à détourner l'attention dans l'Empire. Il est probable aussi que la Porte cherchait à faire un exemple pour impressionner ses sujets qui auraient pu être tentés de rejoindre l'insurrection grecque, ou de profiter des difficultés qu'elle créait.

### L'émotion en Occident
La première réaction fut purement matérielle et financière. Chios était une île commerçante, engagée dans des échanges à travers toute l'Europe. Le massacre et les pillages ruinèrent bien sûr les maisons de commerce chiotes, mais ils touchèrent aussi leurs correspondants qui ne pouvaient plus compter sur le paiement des sommes engagées. Le 17 juin 1822, le consul britannique à Smyrne évaluait la perte pour les commerçants britanniques, en traites non payées, à 195 millions de piastres.
Ensuite, l'émotion face aux horreurs commises prit le relais. Castlereagh, le Foreign Secretary britannique, menaça l'Empire ottoman d'une rupture des relations diplomatiques. Cependant, l'attitude du gouvernement britannique évolua. Il cessa de considérer les insurgés grecs comme des rebelles pour leur accorder le statut de belligérants. Les règles appliquées à une nation en guerre pouvaient dès lors concerner la Grèce. Ainsi, le blocus naval exercé par la flotte grecque le long des côtes ottomanes devenait par exemple légal, étant acte de guerre.
En France, Delacroix exposa sa Scène des massacres de Scio au Salon de 1824. Charles X en fit immédiatement l'acquisition pour les collections du Louvre. Aux Expositions au profit des Grecs, tenues à l'été 1827 à la galerie Lebrun, l'élève de David, Henri Decaisne, exposa un Factionnaire grec trouvant sur le rivage le corps d'une jeune fille de Chios. En Russie, le prince Golitsyne organisa une collecte de fonds pour venir en aide aux victimes des massacres.
Les écrivains participèrent à la diffusion de cette émotion. Le recueil de poèmes Les Orientales de Victor Hugo, comprend un poème « L'enfant grec » consacré au massacre de Chios. Le poète américain William Cullen Bryant publia en 1824 un poème intitulé « The Massacre at Scio ».
Antoine Prosper Guerrier de Dumast fit paraître dès 1822, chez Didot frères, un poème lyrique Chios, la Grèce et l'Europe :

« Au sein de l'Europe, dirai-je, renaissait un peuple fameux,
dont la nouvelle et brillante aurore

Mariait l'espérance avec le souvenir

Long-temps, il implora sous les destins contraires

LE SECOURS DE SES FRÈRES

Demandez à la Mort s'il a pu l'obtenir. »
Béranger écrit dans une de ses chansons, consacrée au massacre suivant, celui de Psará :

« N’as-tu, Chios, pu sauver un seul être

qui vînt ici raconter tous tes maux ? »

### Expédition de 1827-1828
En 1827, à la suite de la signature du traité de Londres, le 6 juin, il devint clair que Chios ne serait pas incluse dans le territoire de la Grèce indépendante. Il fut alors décidé de profiter de la relative bienveillance des puissances européennes et d'essayer de les mettre devant le fait accompli à propos de Chios. Des Chiotes exilés décidèrent de financer une expédition pour « reprendre » l'île. Le commandement en fut confié au colonel Fabvier. Une commission chiote fut constituée sur Syros, chargée de récolter des fonds ainsi que de coordonner l'action avec les nouveaux démogérontes qui gouvernaient l'île. Fin novembre 1827, après la bataille de Navarin, l'expédition assiégeait et bombardait la forteresse de Chora. La question de l'implication du gouvernement grec de l'époque s'est posée. Avait-il ou non soutenu le projet ? Toujours est-il que le gouvernement suivant, celui de Ioánnis Kapodístrias désavoua l'expédition. La tentative se solda par un échec. Le corps expéditionnaire était composé de pallikares, des soldats irréguliers dont se méfiait Fabvier. Il ne put les empêcher de se livrer au pillage, des légations occidentales ou des maisons des Grecs. Le paiement des soldes était aussi très souvent en retard. Les navires grecs n'étaient pas en mesure d'interdire un débarquement de troupes ottomanes venues de Tchesmé. Cependant, les marines occidentales (surtout les vaisseaux français) purent empêcher un nouveau massacre par leur seule présence.
L’indépendance de la Grèce fut acquise en 1830, mais Chios ne rejoignit ce pays qu’en 1912.